# ジェイ・リチャードソン
ジェイ・リチャードソン（Jay Richardson 1984年1月27日- ）はオハイオ州ダブリン出身の元アメリカンフットボール選手。NFLのオークランド・レイダース、シアトル・シーホークス、ニューオーリンズ・セインツに所属していた。現役時代のポジションはラインバッカー、ディフェンシブエンド。

## 経歴
オハイオ州立大学から2007年のNFLドラフト5巡でオークランド・レイダースに指名された。
2008年の第11週、マイアミ・ドルフィンズ戦ではエンドゾーン内でチャド・ペニントンをサックしてセイフティをあげた。
2010年9月10日、レイダースから解雇された。同年11月3日シアトル・シーホークスと契約し7試合に出場した。
2011年シーズン開幕前に故障者リスト入りした。シーズン終了後、彼は無制限フリーエージェントとなった。
2012年4月16日、ニューヨーク・ジェッツと契約したが、8月31日にウェーバーされた。
2013年1月4日、ニューオーリンズ・セインツと契約を結んだ。